# Eklingji
Eklingji (també Kailashpuri) és un poble del Rajasthan al districte d'Udaipur, a uns 20 km al nord d'Udaipur (Rajasthan). La ciutat té un complex de 108 temples de marbre rodejats de muralles i terrasses per l'aigua, el primer dels quals fou construït vers el 728 o 734 per Bappa rawal (Bapparawa), llegendari fundador del clan sisòdia dels rajputs. La major part del complex fou reconstruït al segle xv; el maharana de Mewar feia l'oració cada dilluns a la tarda a aquesta ciutat i passejava entre els seus súbdits. Un lingam (Shivlinga, un símbol fàl·lic) en pedra negra i rodejat d'una serp de plata, marcava el lloc on Bappa rawal va rebre el títol de darwan d'Eklingji (servidor d'Eklingji) del guru del lloc; enfront de Xiva hi ha Nandi; a l'entorn hi ha un bon nombre de gravats del Kama Sutra.

## Descripció
El temple principal del segle viii, fou refet el segle XV per Acharya Viswaroopa contemporani d'Adi Sankaracharya i vinculat al Sharada Math de Dwaraka fundat també per Adi Sankaracharya. La seva superfície és de 6475 km² i té una altura de 20 metres; la muralla a l'entorn és gran i forta, i l'entrada és per l'oest, a través d'una sala amb nombrosos pilars gravats i amb la imatge de Nandi; hi ha dues estàtues més de Nandi al temple, una de pedra negra i una de metall. Hi ha una imatge de Xiva de 15 metres en pedra negra; imatges de Xiva es troben arreu; les de Brahma estan orientades a l'oest, las de Vixnu al nord, les de Rudra al sud i les de Surya (el sol) a l'est; Xiva està representat amb la seva família, Parvati i el déu-elefant Ganesh; també es troben imatges de Yamuna i Sarasvatí, i unes portes que mostren a Ganesh a Kartikya. Altres deïtats al temple són Parvati, Ganesh, Ganga, Kartikeya, Yamuna i Sarasvatí.
Altres temples menors són dedicats a Ambamata, Kalka Mata (Kalika), Ganesh (Ganshji) i l'auster Lakulish del segle x amb una estàtua negre del deïficat predicador shaivahita del segle II; La figura de Ganeshji està orientada a la dreta, encara que generalment se'l representa orientat a l'esquerra; els suports mostren nimfes en eròtiques postures de dansa, i una imatge a mesura natural de Bapparawal, notable obra d'art. Un temple anomenat Nathon Ka Mandir és del segle x. Al nord del complex hi ha dues cisternes (Karz Kund i Tulsi Kund) i la seva aigua és utilitzada pel servei dels temples que es fa de manera elaborada en estil vèdic i tàntric cada matinada a les 4. La festivitat religiosa de Shivratri mostra aquesta deïtat adornada amb joies. Altres temples són el jain d'Adbhudji (a la veïna Nagda) de marbre negre (del segle xv), Pataleshwar Mahadeo, Arbada Mata, Rathasan Devi, i Vindhyavasini Devi.
La llegenda diu que després que Indra va matar a Vrakshasur va anar a meditar a Eklingji en penediment; una altra llegenda diu que Bapparawa va veure el Shivlinga en un somni i un problema que tenia es va solucionar i llavors va construir el temple.
Els governants de Mewar consideraven Eklingji com la deïtat tutelar i el sobirà del país (mahadeva) i ells mateixos eren els seus regents (diwans).